# Clean, Shaven
Pour les articles homonymes, voir Clean.
Pour plus de détails, voir Fiche technique et Distribution.
Clean, Shaven (littéralement traduit par Rasé de près) est un thriller américain réalisé par Lodge Kerrigan, sorti en 1993.

## Synopsis
Peter Winter est un schizophrène à la recherche de sa fille. Il entend toujours des bruits étranges, des cris, des pleurs et des rires. Pendant ce temps la police recherche un tueur d'enfant.

## Fiche technique
- Titre original : Clean, Shaven
- Autre titre français : Psychopathe
- Réalisation : Lodge Kerrigan
- Scénario : Lodge Kerrigan
- Musique : Hahn Rowe
- Montage : Jay Rabinowitz
- Sociétés de production : DSM III
- Sociétés de distribution : Strand Releasing, Fox Lorber, Good Machine
- Cameraman : Teodoro Maniaci
- Effets spéciaux : Rob Benevides
- Décors : Tania Ferrier
- Costume : Traci Digesu
- Pays de production :  États-Unis
- Langue : Anglais
- Assistant son : Christina Wheeler
- Producteurs : Lodge Kerrigan, Melissa Painter	(associate producer)
- Producteur exécutif : J. Dixon Byrne
- Format, couleur, 35 mm & 16mm ; Son mono
- Genre : Thriller
- Durée : 79 minutes (director's cut)
- Dates de sortie : 
  - États-Unis : 5 septembre 1993   (Telluride Film Festival) USA
  - États-Unis : janvier 1994   (Sundance Film Festival)
  - États-Unis : 14 avril 1995  	New York
- Public :  Unrated (USA), -18 (UK), Interdit aux moins de -16 ans (France)

## Distribution
- Peter Greene : Peter Winter
- Megan Owen : Mrs. Winter
- Jennifer MacDonald : Nicole Winter
- Molly Castelloe : Melinda Frayne
- Roget Joly : Policier photographe
- J. Dixon Byrne : Dr. Michaels
- Lee Kayman : Bartender
- Rob Benevides : Robber
- Ismael Ramirez : Psychotic derelict
- Marty Clinis : Libraire patron
- Ruth Gotheimer : Libraire patron

## Distinctions

### Récompenses
- Fantasporto 1995, Directors' Week Award (Lodge Kerrigan), International Fantasy Film Special Jury Award

### Nominations
- Independent Spirit Awards, 1995 (Nommée)
- Sundance Film Festival 1994 (Nommée)

## Autour du film
- Il a fallu deux ans pour finir le film car Lodge Kerrigan manquait toujours d'argent.